# David Laid
David Laid (29 gennaio 1998) è un blogger, youtuber e culturista estone.

## Biografia
David Laid nasce in Estonia il 29 gennaio del 1998. Dopo che il padre di David morì quando aveva tre anni, la madre emigrò negli Stati Uniti con suo figlio. Laid è cresciuto ad Atlantic City, nel New Jersey, e ha frequentato la Mainland Regional High School.
Mentre giocava a hockey, gli è stata diagnosticata la scoliosi all'età di 14 anni, e subito dopo, ispirato da YouTuber di fitness come Hodgetwins, Marc Fitt e Jeff Seid e dalla presa in giro dei suoi coetanei per la sua struttura allora snella, ha iniziato ad allenarsi. In seguito è diventato noto per i suoi video di trasformazione su YouTube a partire da quell'età, caricando la sua prima trasformazione di 18 mesi, nel dicembre 2013. Il suo secondo, caricato nell'agosto 2015, ha documentato i cambiamenti del suo corpo dall'età di 14 a 17 anni ed è diventato particolarmente popolare, guadagnando oltre 14 milioni di visualizzazioni entro il 2016 e 43 milioni di visualizzazioni entro il 2021. Aveva 800 mila iscritti su YouTube nel 2019. Laid è diventato popolare anche come tirocinante del bodybuilder Elliott Atwell, che, nel 2023, è stato arrestato e accusato di sei capi d'accusa, comprese le accuse che, dal 2013 al 2020, ha fatto pressione sui suoi clienti di formazione minorenni per registrarsi mentre facevano sesso e per inviargli i video. Nel 2021, ha raggiunto e poi superato i 1,7 milioni di follower su Instagram.
Dopo essere stato in precedenza un modello atletico per il marchio di fitness Gymshark, Laid è stato nominato direttore creativo nel 2023, lanciando e curando anche gli account di social media del marchio. Nel 2024 ha raggiunto i 4,9 milioni di follower su instagram.

## Vita privata
David ha annunciato nel 2020 di essere vegano. Vive a Los Angeles e ha dichiarato che non usa steroidi anabolizzanti e che ha sofferto di dismorfia corporea. Per molte persone, soprattutto giovani, è di ispirazione anche per il suo fisico molto definito.